# 假素人
“假地下、假素人、資本暗樁（industry plant)"是一個貶義詞，用来形容那些實質上因為與音樂工業大型資本的聯繫與營銷支持而受到歡迎，表面上卻表現得獨立與來自地下音樂圈的音樂創作者。被描述为「假地下」的音樂人也经常被指控由唱片公司管理層为他们包裝特定的公众形象。该术语起源于 2010 年代初的美國，出现以嘻哈音樂为中心的留言板上，用来描述各種饒舌歌手，在 2010 年代末被用於形容独立摇滚和流行音乐人，例如Clairo和Billie Eilish 。

## 用法
“假地下或假素人”一词通常指的是那些迅速获得成功的獨立音樂人或素人歌手，无论其技能或优点如何，主要特徵在於他們將自己描述為白手起家和独立的，並且刻意隱藏他們實質上受到唱片公司的大力資源支持或拥有其他音乐產業的联系與支持，同时其音樂也更側重商业而不是艺术表达。    它通常被音乐迷（主要是Z 世代）用来贬义與影射那些他们认为不值得获得名声或成功的音樂創作者。    

## 案例

###### Clairo
克莱罗 (Clairo)的歌曲《漂亮女孩》(Pretty Girl) 在 2017 年在网上疯传后迅速成名，假地下（industry plant）的指控隨之而來。Reddit論壇的貼文她的父親為知名球鞋品牌匡威的营销總監，並且在她成名之前，就與其他人創設了Rubber Tracks錄音工作室。  其他用户声称，她的“質樸”形象也是由她的父亲和他的同事创造的，Clairo導致这个詞彙获得了更广泛的使用。  

###### Billie Eilish
美国歌手比莉·艾利什(Billie Eilish)在 2018 年凭借歌曲《埋葬朋友》( Bury a Friend ) 成名后，在 YouTube 和 Reddit 上也经常被称为“假地下”，許多貼文指控她的個性與人設是音樂產業刻意製造的。   

###### Ice Spice
美国嘻哈歌手Ice Spice在2022 年因為TikTok上疯传的歌曲《 Munch (Feelin' U) 》迅速竄紅後，被指控为大唱片公司暗助的假素人 她在 2023 年 9 月接受Variety采访时回应指控时表示，她将“让人们相信他们想相信的任何事情” 